# Vladimír Jánoš
Vladimír Jánoš (Prága, 1945. november 23. –) olimpiai bronzérmes cseh evezős.

## Pályafutása
Az 1972-es müncheni olimpián kormányos négyesben társaival (Otakar Mareček, Karel Neffe, František Provazník, Vladimír Petříček) bronzérmet szerzett. 1973-ban a moszkvai Európa-bajnokságon ugyanebben a versenyszámban szintén bronzérmes lett.

## Sikerei, díjai
- Olimpiai játékok – kormányos négyes
  - bronzérmes: 1972, München
- Európa-bajnokság – kormányos négyes
  - bronzérmes: 1973